# Jules Petiet
Ne doit pas être confondu avec d'autres membres de la Famille Petiet
Jules Alexandre Petiet, né le 5 août 1813 à Florence et mort le 29 janvier 1871 à Paris, est un ingénieur français des chemins de fer qui fut également élève de la première promotion, et plus tard directeur, de l'École centrale Paris après avoir été directeur de la compagnie des chemins de fer du Nord.
Son nom fait partie des 72 noms de savants inscrits sur la tour Eiffel.

## Biographie
Jules-Alexandre Petiet est né le 5 août 1813 à Florence en Italie, son père Pierre François Petiet est un baron d'Empire.
Major de la première promotion de l'École centrale en 1832, Jules Petiet participe à la mise en place des premières lignes de chemins de fer, d'abord en 1842 au Versailles Rive Gauche, puis à partir de 1846 à la Compagnie des chemins de fer du Nord, avec l'ingénieur en chef Gaston du Bousquet.
Il fut directeur de l'École centrale depuis 1868 jusqu'à son décès en 1871.
De son mariage, le 20 juin 1844 à Paris, avec sa cousine Albertine Joséphine Isidore (15 mars 1826 - Paris † morte en couches le 10 mai 1845 - 34, rue de la Ferme-des-Mathurins, Paris, inhumée dans la sépulture de la famille Petiet au cimetière du Père-Lachaise), fille de Louis Pierre Alphonse, comte de Colbert-Chabanais (1776-1843) et de Isidore Eugénie Petiet (1788-1869), il avait eu une fille, mort-née le 10 mai 1845. Son épouse morte en couches, il se remaria, le 19 avril 1852 à Paris VIIIe, avec Marie Élisabeth Saisset (1825-1880), dont postérité.
Jules Petiet meurt subitement à Paris le 29 janvier 1871. Ses obsèques ont lieu à l'église Saint-Vincent-de-Paul, à quelques pas de la gare du Nord.

## Hommages
Il fait partie des soixante-douze savants dont le nom est inscrit sur la tour Eiffel. 
Depuis 1905, la rue Petiet dans le 17e arrondissement de Paris (Quartier des Épinettes) porte son nom.

## Publications
- Guide du mécanicien constructeur et conducteur de machines locomotives (en collaboration avec Lechatelier, Eugène Flachat et Polonceau)
- 1846, Traité de la fabrication de la fonte et du fer (en collaboration avec Eugène Flachat et A. Barrault)

## Distinctions
- Officier de la Légion d'honneur (1853)